# Brousko
Brousko (in caratteri ellenici Μπρούσκο) è una soap opera greco-cipriota trasmessa dal 2013 al 2017 da ANT1.
Creata da Nikos Hatzisavvas e Vana Dimitriou, in precedenza autrice di altre fiction di successo come Erotas (Έρωτας), la serie combina elementi di dramma, giallo, avventura e occasionalmente commedia. All'esordio ha registrato un successo di pubblico, venendo esportata in vari paesi.

## Trama
La fiction racconta l'amore tra il cipriote Achilléas e la cretese Melina, molto simile alla storia senza tempo di Romeo e Giulietta. La loro relazione non è accettata dalle loro famiglie, che faranno qualsiasi cosa per separarli, e i due dovranno far fronte alle differenze culturali dei loro contesti.
Brusko è il nome di un famoso vino prodotto da due famiglie: i Ynnakakis di Creta e i Matthaiou di Cipro. Le due famiglie sono state associate per anni, ma un evento strano e che resta nel mistero li separò dieci anni prima. 
Il figlio maggiore dei Matthaiou, Matthaios, lasciò la fidanzata, Anastasia Ynnakakis, il giorno prima del matrimonio senza dare spiegazioni. Da questo giorno, il fratello di Anastasia odia profondamente Matthaios e tutta la sua famiglia.
Passano gli anni, e Matthaios crede che le due famiglie debbano tornare ad associarsi. Le loro vite cambieranno per sempre e loro scopriranno secreti e misteri intorno al Brusko.

## Personaggi e interpreti
- Achilléas Matthaiou, interpretato da Andreas Georgiou.
- Melina Aggelidaki, interpretata da Eleni Vaitsou.
- Sifis Giannakakis, interpretato da Apostolis Totsikas.
- Anastasia Giannakaki, interpretata da Varvara Larmou.
- Diamantis Nikolaou, interpretato da George Zenios.
- Dafni Krotira, interpretata da Evelina Papoulia.
- Konstantina Eleftheriou, interpretata da Joyce Evidi.
- Vasiliki Papadaki, interpretata da Julie Tsolka.
- Minas Doukakis, interpretato da Alexandros Parisis.
- Matthaios Matthaiou, interpretato da Koulis Nikolaou.
- Sifalakis, interpretato da John Kakoulakis.

## Puntate
| Stagione         | Puntate | Prima TV Grecia | Prima TV Italia |
| ---------------- | ------- | --------------- | --------------- |
| Prima stagione   | 193     | 2013-2014       | inedita         |
| Seconda stagione | 194     | 2014-2015       |                 |
| Terza stagione   |         | 2015 - in corso |                 |

## Distribuzione
In Grecia e nell'isola di Cipro la fiction è trasmessa dal 29 settembre 2013 su ANT1 prevalentemente alle ore 19.00 con alcune puntate trasmesse in prima serata. La prima stagione, composta da 193 puntate, si è conclusa il 29 giugno 2014.
La seconda stagione, composta da 194 puntate, è stata trasmessa dal 28 settembre 2014 al 28 giugno 2015; mentre la terza è in onda dal 27 settembre 2015.

### Trasmissione internazionale
Di seguito alcune date di debutto internazionale:
- in Serbia è trasmessa con il titolo Brusko su 1PRVA dal 28 aprile 2014
- in Slovenia è trasmessa con il titolo Opojna ljubezen su Planet TV dal 21 maggio 2014
- in Ucraina è trasmessa con il titolo Терпкий смак кохання su 1+1 dal 18 agosto 2014
- nel Montenegro è trasmessa con il titolo Brusko su 1PRVA dal 29 settembre 2014
- in Estonia è trasmessa con il titolo Armastuse mõrkjas mekk su Tallinna TV dal 31 dicembre 2014
- in Bosnia Erzegovina è trasmessa con il titolo Ljubav sa okusom vina su BHT 1 dal 21 settembre 2015
- in Cile sarà trasmessa con il titolo Brusko su TVN dal 2016[2]

## Accoglienza
La prima puntata su ANT1, trasmessa in prima serata, è stata seguita da quasi 1,2 milioni di spettatori, pari al 28,7% di share, percentuale superiore al 41% nella fascia donne 15-24 anni e superiore al 31% in quella donne 15-44. La première della seconda stagione, anch'essa andata in onda in prima serata, ha invece raggiunto il 21,5% di share, la terza stagione ha esordito con circa il 31%.